# Ченцов, Николай Михайлович
Никола́й Миха́йлович Ченцо́в (3 [15] ноября 1897, Москва, Российская империя — декабрь 1941, Московская область, СССР) — российский (советский) учёный в сфере гуманитарных наук, публицист, библиограф, член ВКП(б), погиб в ополчении под Москвой в Великую Отечественную войну.

## Биография
Николай Ченцов окончил отделение литературы и языка Балашовского института Саратовского государственного университета им. Н. Г. Чернышевского. С 1922 года работал в библиографическом кабинете Государственной академии художественных наук в Москве. С 1925 года в Государственном издательстве РСФСР, а с 1930 ― в Государственном издательстве художественной литературы. С 1941 года — член ВКП(б).
С началом Великой Отечественной войны в рядах народного ополчения ушёл на фронт. В декабре 1941 года погиб под Москвой.